# Mary Victoria Price

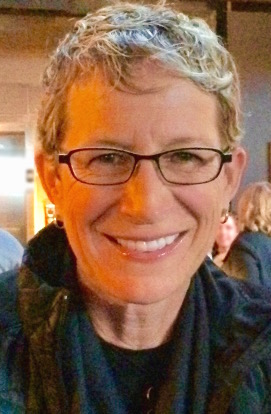
Mary Victoria Price, 2015

Mary Victoria Price (* 27. April 1962 in Santa Monica) ist eine US-amerikanische Rednerin und Autorin. Sie ist die Autorin der Bücher The Way of Being Lost: A Road Trip to My Truest Self und Vincent Price: A Daughter’s Biography. Einen großen Teil ihrer Zeit verbringt sie mit Reisen und damit, über das Leben ihres Vaters Vincent Price zu sprechen.

## Leben
Price wurde 1962 im St. John’s Hospital in Santa Monica, Kalifornien, als Tochter des Schauspielers Vincent Price und seiner zweiten Frau Mary Grant Price geboren. Ihr Halbbruder ist Vincent Barrett Price (* 1940), der Sohn von Price’ erster Frau Edith Barrett.
Sie hat einen Bachelor-Abschluss in Kunstgeschichte und Theater vom Williams College. Sie lehrt und promoviert in Amerikanistik an der University of New Mexico.
Außerdem hat sie als Innenarchitektin gearbeitet, ist 2016 zur interspirituellen Pfarrerin geweiht worden, hält Vorträge über Kreativität, Spiritualität, Wellness, Kunst und Design sowie über das Leben ihres Vaters. Sie ist im Vorstand des Vincent Price Art Museum in Kalifornien.
In den 1980er Jahren outete sie sich als lesbisch.

## Trivia
- In Edward mit den Scherenhänden (Edward Scissorhands) von Tim Burton hat Price neben ihrem Vater einen kleinen Auftritt als Nachrichtensprecherin.
- Für die deutsche Blu-ray (Wicked Vision) von Roger Cormans Die Verfluchten (1960) gab sie 2019 dem Autor Uwe Sommerlad ein auf Deutsch geführtes Interview (Back to Baker Street).